# Birdschand
Birdschand (persisch بيرجند Birdjand, ‚Sturmstadt‘) ist die Hauptstadt der iranischen Provinz Süd-Chorasan (ehemals Subprovinz Birdschand) mit seinen 179.686 Einwohner (Stand: 2012), einer Landfläche von 88.404 km² (März 2004) und einer Einwohnerdichte von 7 Einwohner je km².

## Lage

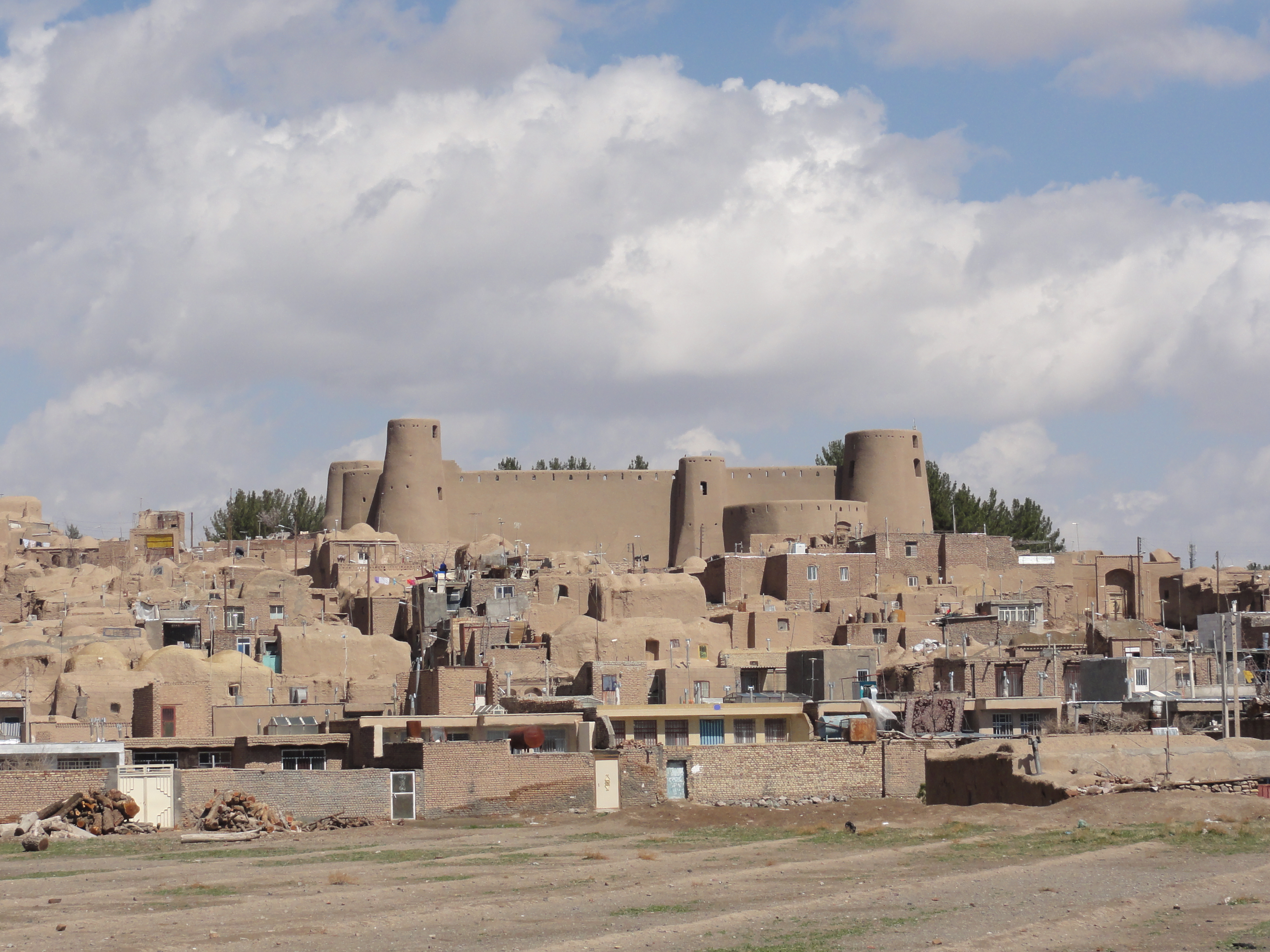
Die Festung von Birdschand

Birdschand ist eine sehr alte von über 20 Burgen umgebene Stadt an der Opium-Seidenstraße. Diese Straße wurde auch opium crescent genannt, weil über diesen Weg Opium aus Afghanistan in Richtung Europa geschmuggelt wurde. Die Stadt im Osten Irans liegt auf kleinen Anhöhen in einem unfruchtbaren Tal und ist heute die einzige größere Stadt in einem Umkreis von über 200 km. Birdschand hat sich aufgrund des schnellen Bevölkerungswachstums zu einem der bedeutendsten Zentren im Osten Irans, nach Maschhad und Zahedan, entwickelt.
Birdschand ist ein wichtiges Zentrum für Baustoff-, Textil- und Teppichproduktion, Zucker- und Süßwarenindustrie, Landwirtschaft und Viehhaltung. Betrieben werden Kupfer-, Kalk- und Bleiminen.
Historisch gesehen war Birdschand der Sitz teilautonomer Herrscher und ein Zentrum für Karawanen, insbesondere zwischen Afghanistan und dem Rest Irans. Es liegt 1.309 km entfernt südöstlich von Teheran. Die Stadt ist durch Gebirge und Salzwüsten (Dascht-e Lut, Dascht-e Kawir) vom Rest Irans abgegrenzt und besitzt den internationalen Verkehrsflughafen Birdschand (IATA-Code XBJ), ist jedoch auch durch Straßenverbindungen erreichbar. Der Flughafen, erbaut vor dem Zweiten Weltkrieg, war der dritte Flughafen des Landes nach Ghaleh Morghi in Teheran und dem Flughafen Buschehr.
Die Stadt und die Region besitzen immer noch keine Schienenanbindung.
Als Brückenstadt im Handel und Verkehr zwischen den großen Städten im Nordosten Teheran und Maschhad sowie im Westen, Russland und den ehemaligen Sowjetrepubliken mit Afghanistan, Pakistan, der Volksrepublik China und Indien hat die Stadt ihre Bedeutung bis heute erhalten können.
Die Stadt (bzw. heute die Provinz) grenzt an den Hamun-See. Durch Birdschand fließt außerdem der Schah-Fluss.
Die Region Birdschand grenzt im Norden an die Region Ghaeenat, im Osten auf einer Länge von 140 km an Afghanistan, im Süden an die Region Nahbandan und die iranische Provinz Kerman, im Westen an die Regionen Farduss und Tabass.
Die Region ist 34.893 km² groß und eine Gebirgsregion. Die Stadt Birdschand ist dabei sowohl eine Provinzhauptstadt als auch das Regionszentrum. Im Süden liegt das Baghran-Gebirge, im Westen der Schah-Berg, Mo'men Abad-Gebirge. Die Flüsse sind saisonabhängig meist trocken. Die Region selbst umfasst zehn Dörfer und zwei Städte und ist die bevölkerungsreichste der Provinz.
Auf einem Hügel inmitten der Stadt steht noch heute eine gewaltige Festung, die Paeen-Shahr-Burg. Die Stadt ist von einer Gebirgskette umgeben. Südöstlich der Stadt beginnen bei der Stadt Mud uranhaltige Berge.
Westlich von Birdschand befindet sich in der verwalteten Region Tabass der einzige Vulkan Kuh-e Ateschan (‚Feuer-Berg‘) der Provinz.

## Bevölkerung
Die Unterscheidung der verschiedenen Volksgruppen ist bis auf sehr wenige Ausnahmen linguistischer Natur, da die Differenzierung nach ethnischen Kriterien kaum möglich ist. Aufgrund der wechselvollen Geschichte von Chorasan lebt in der Region heute eine multi-ethnische und multi-konfessionelle Bevölkerung. Die größte Bevölkerungsgruppe bilden die Sprecher iranischer Sprachen, hauptsächlich sind Persisch und Paschtu vertreten, wobei Persisch sowohl zahlenmäßig als auch historisch und kulturell die dominierende Sprache ist.
Eine bedeutende Minderheit bilden die Sprecher zentralasiatischer Mongolen- bzw. Turksprachen, von denen Usbekisch sicherlich die wichtigste ist. Daneben findet man auch kleinere Gemeinden von Arabern und Kurden. Die Zahl der Kurden im ganz Chorasan beläuft sich heute auf um die 2.170.000. Sie sprechen Kurmandschi, einen kurdischen Dialekt, und sind häufig in der Region Birdschand angesiedelt. Neben der iranischen Volksgruppe der Kurden gibt es in jüngster Zeit auch eine unbekannte Zahl afghanischer Flüchtlinge. Die große Mehrheit der Flüchtlinge sind schiitische Muslime persischer Abstammung.
Birdschand liegt auf der gleichen geographischen Ebene wie der angrenzende afghanische Provinzhauptstadt Farah mit seiner gleichnamigen Provinz. Menschen aus Birdschand und Farah sprechen einen ähnlichen persischen Dialekt, d. h. sehr alte persische Wörter, Begriffe, Bezeichnungen, die nur diese Menschen aus diesen beiden Städten verstehen und benutzen. Meistens haben schiitische Perser aus Birdschand Verwandte in Farah und umgekehrt.
Direkt oberhalb der Stadt leben Sunniten aus dem Stamm der Belutschen. An nordöstlicher Grenze zu Afghanistan sind in der von Birdschand verwalteten Provinz sunnitische Paschtunen-Stämme beheimatet. Sowohl die hauptsächlich in Pakistan lebenden Belutschen als auch die überwiegend in Afghanistan ansässigen Paschtunen sind iranischer Abstammung.

## Klima
In südlichen Gebieten warm und in Gebirgsregionen gemäßigtes Klima.
Im Allgemeinen ist die Region um Birdschand trocken.
Klimadaten (2002):
- Durchschnittliche Niederschlagsmenge im Jahr 169 mm bzw. 169 l/m², im März wird Maximum erreicht.
- Durchschnittliche Temperatur im Jahr beträgt 17,0 °C, im Juli wird Maximum erreicht.
  - Im Monat Juli wird mit 28,8 °C der Scheitel der Parabel erreicht.
  - Die Tiefsttemperatur wird mit 4,0 °C im Januar erreicht.

## Bildung
Mitte des 19. Jahrhunderts wurde in Birdschand mit der Shokatiyeh eine der ersten öffentlichen Schulen Irans errichtet. Seitdem haben sich in der Stadt zahlreiche Hochschulinstitute etabliert und Birdschand hat weltweite Bekanntheit als Stadt der Wissenschaft und Forschung erlangt.
In Birdschand gibt es folgende Hochschulen:
- Universität Birdschand
- Islamische Asad-Universität von Birdschand
- Birdschand-Universität für Medizin
- Universität Pajam Noor
- Bahonar-Akademie für Pädagogik
- Elite-Akademie
- Akademie für öffentliche Verwaltung
- Universität für Bergbau
- Sepide-Kaschani-Akademie für Frauenbildung

## Geschichte

### Antike
Birdschand und sein Umland gehörten bereits während der Achämeniden-Dynastie zur Entstehung des Persischen Reiches. Die Stadt fand in der frühen Geschichte u. a. in den Büchern von Ma'jm Albaldan, Marco Polo, Yāqūt al-Hamawī ar-Rūmī, Moghaddassi, Hamdallah Mustaufi und Hafes Abru Erwähnung.
Der Aufstieg gelang Birdschand erst nach dem Einzug des Islam und liegt im Land Ghahestan (persisch: Kuhestan ‚Bergland‘). Seit 300 bis 400 Jahren ist sie der Regierungssitz dieser Region (arabisch: Dar Al-Malek). Eine Zeitlang (von der Pahlavi- bis kurz nach der Chomeini-Ära, 2004) war die Region Teil der Provinz Chorasan im Jahr 2004. Die alte noch größere Region Chorasan umfasste ein Gebiet, das sämtliche der ehemaligen Sowjetrepubliken östlich des Kaspischen Meeres und Afghanistan einschloss.
Die Region heißt aufgrund der waldfreien Hochebenen im Norden der Stadt bis zu der heute in Afghanistan liegenden Stadt Herat Bergland. Bereits seit der Sassaniden-Dynastie war diese Region von kleinen und sehr weit voneinander entfernten Dörfern durchzogen. Birdschand war zu jener Zeit nur eine Siedlung. Bis heute ist die Region sehr dünn besiedelt und unberührt. In der Parthischen-Ära war der hier ansässige Stamm der Sagartier ein sehr enger Verbündeter der Parther und hat mit ihnen zusammen das gesamte parthisch Imperium (lateinisch Regnum Parthorum) beherrscht.

### Mittelalter
Während der Sassaniden-Dynastie wurde das Gebiet Chorasan und Birdschand durch Sepahbod (=‚Generalleutnant‘ – Dreisterne-General) Padgoosban und vier Markgrafen – jeder Kommandeur einer der vier Teile Chorasans – fremdregiert.
Nach der islamischen Eroberung Chorasans 651 wurde das Gebiet Chorasan in vier Gebiete geteilt, die nach den vier großen Städten Neyschabur, Merv, Herat, und Balch benannt wurden.
Birdschand wurde des Öfteren in seiner frühen islamischen Geschichte von Erdbeben zerstört. In dem Buch Farhanghe Aameh finden die Erdbeben-Geschichten Birdschands oft Erwähnung.
Bis 820 kontrollierte der Klan der Abbasiden Chorasan und Birdschand, gefolgt durch die Regierungszeit des iranischen Klans der Tahiriden 896 und der Samanid-Dynastie im Jahr 900. Der Türke Sultan Mahmud von Ghazni eroberte Birdschand 994. Einige Jahre später unterlag er dem vormarschierenden Sultan Ahmad Sandschar.
1157 wurde ganz Chorasan durch die Chwarazmiden besetzt und einige Zeit darauf, durch Mongolen erobert, dem Territorium der Mongolen Ilchanate hinzugefügt. Im 14. Jahrhundert begannen Unabhängigkeitsbewegungen. 1468 erlangte Amir Teimoor Goorkani (auch Tamerlane genannt) die Macht. 1507 wurde die Gegend durch usbekische Stämme (=Türken/Mongolen) besetzt und Birdschand zerstört.

### Frühe Neuzeit

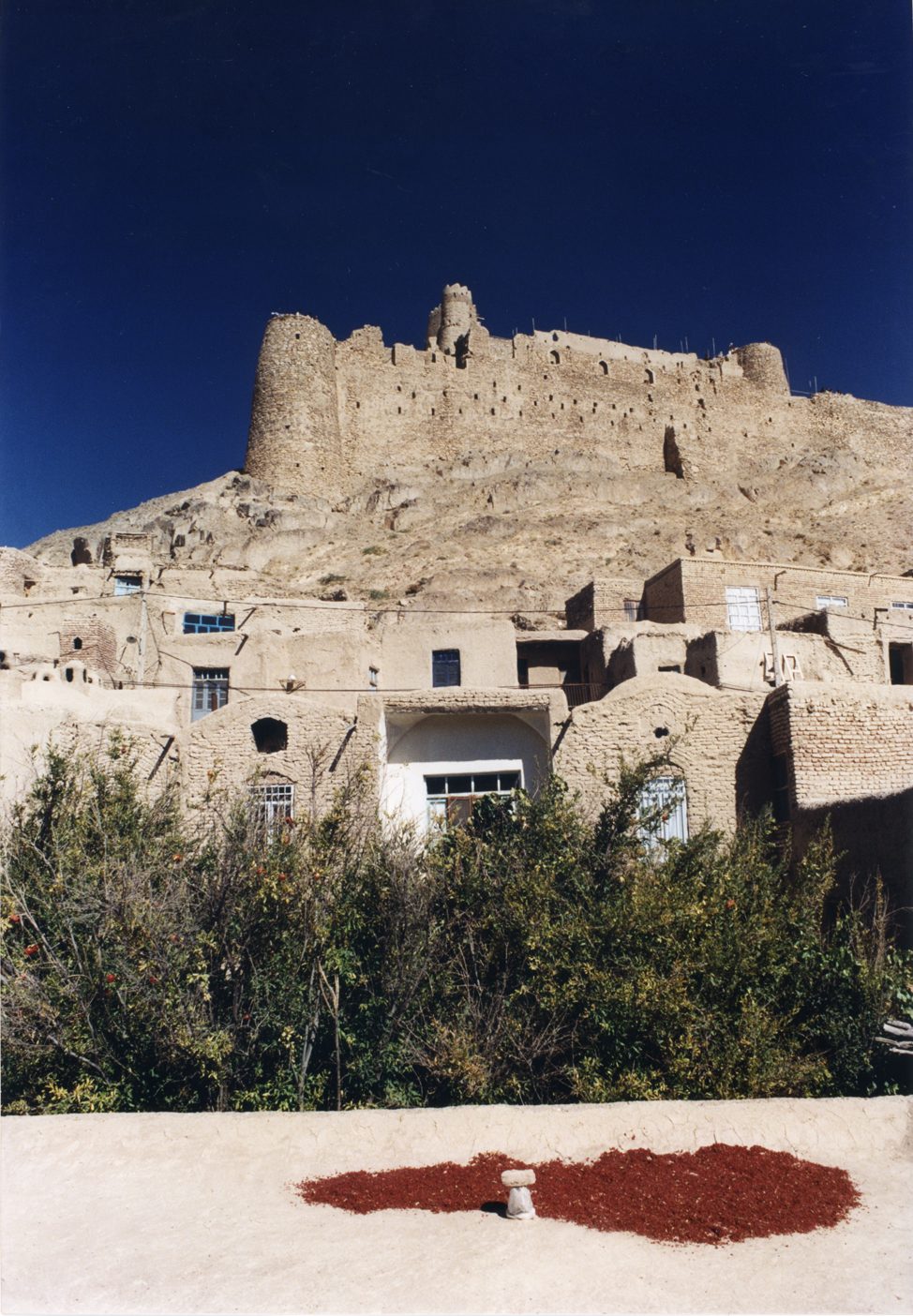
Furg-Zitadelle, Birdschand; u.i.B.: Zum Trocknen ausgelegte Safranfäden

Die Stadt erlangte in der Safawiden-Dynastie (17. Jahrhundert) erneut Bedeutung und entwickelte sich zum regionalen Regierungssitz, die Bedeutung als wichtigste Stadt im Osten musste sie jedoch bald wieder an die Pilgerstadt Maschhad abgeben (Schrein des vergifteten 8. Imams der Zwölferschiiten – Imam Reza). Aus der Zeit der Safawiden-Dynastie stammen die meisten bis heute erhaltenen Festungsanlagen. Die ursprünglichen Festungen wurden durch die Mongolen meist restlos zerstört, wobei auch der damalige Fürst der Stadt bei der Verteidigung ums Leben kam. Die beeindruckendste Festung ist die gewaltige Furg-Zitadelle.
Im 17. Jahrhundert wurden zahlreiche Kurden durch den Safawiden-Schah Abbas I. nach Chorasan deportiert und gewaltsam in den Städten Quchan (im nördlichen Chorasan gelegen) und Birdschand angesiedelt.
In der Safawiden-Dynastie wird in zahlreichen Schriften erwähnt, dass die Region viele Dichter, Schriftsteller und Wissenschaftler hervorgebracht hat und der Stadt Birdschand – auf dem Hügel Mahur errichtet – die Herrschaft über die Provinz Ghahestan oblag.
Lehmhäuser, enge Gassen, kleine öffentliche Zentren, uralte Zisternen, Moscheen und öffentliche Bäder sowie Karawansereien geben ein charakteristisches Bild der Stadt jener Zeit wieder. Sie dienten, insbesondere auch durch ihre Anordnung, der besseren Verteidigung der Stadt vor Feinden oder der Bekämpfung von Sandstürmen.
Nach dem Tode des afscharidischen Schahs Nadir Schah 1747 kam es zu einer afghanischen Besatzung.

### Jüngste Neuzeit
Nach dem Verfall der historischen Stadt Ghaen in der Zeit der Safawiden-Dynastie (wahrscheinlich aufgrund eines Erdbebens) entwickelte sich Birdschand zum unangefochtenen Zentrum der Provinz Birdschand. Seitdem regierte der Alam-Klan über die Region als Gouverneur bis zum Ende der Kadscharen-Dynastie. Der Vater des Premiers Alam war der Amir von Birdschands Subprovinz Ghaenaat, bis in die Pahlavi-Dynastie hinein.
Der parallel zum staatlichen Gouverneur das Volk vertretende letzte Stammesführer/Fürst von Birdschand, war seinerseits mit dem Klan und dem vorletzten Kaiser Reza Schah Pahlavi verwandt und seine Macht bezog der Stammesführer aus dem ehemaligen Stadtteil Mud. Es heißt, dass alle dort ansässigen mit ihm verwandt waren.
Mit der Reform der Stadtverwaltung zum Beginn der Pahlavi-Dynastie endete in Birdschand die mittelalterliche Ära, bei der sich Stammesführer (von Birdschand, seiner Distrikte und Gegebenenfalls seiner Region) für wichtige Entscheidungen im Stadtrat zusammensetzten. Danach befand sich einzig der Fürst von Birdschand bis zu seinem Tod weiterhin im Stadtrat, als Stadtkämmerer.
Bei den fortwährenden Rückeroberungen während der Herrschaft der türkischstämmigen Kadscharen-Kaiser, kam es zu heftigen kriegerischen Auseinandersetzungen zwischen den von den Briten unterstützten sunnitischen Afghanen in dem östlichen Chorasan-Gebieten und dem sich wieder in einem Handstreich in iranischen Besitz befindlichen Gebieten Herat des westlichen Chorasans und Birdschands.
Enormer Wassermangel behinderte die Stadtentwicklung Birdschands jenerzeit besonders aufgrund eines größeren Bevölkerungszuwachs.
Mit großen Landverlusten, nicht nur Birdschands, an den zu jener Zeit der britischen Interessensphäre zugeteilten Afghanistan wurde mit dem Frieden von Paris 1857 endgültig eine neue Ostgrenze gezogen, wobei die am dichtesten besiedelten Regionen des derzeitigen Chorasans Iran abhandenkamen und Afghanistan aus dem persischen Verband austrat.
Zu leiden hatte Birdschand in jener Zeit auch durch den Konflikt des persischen Reiches mit dem Zaren-Russland, wobei die nordwestlichen Provinzen (ehem. Sowjetrepubliken) nach und nach abhandenkamen und das gesamte Land in einem erheblichen wirtschaftlichen und Verteidigungsnotstand stürzte.
1907 trafen Großbritannien und das russische Zarenreich eine vertragliche Vereinbarung über Iran. Demnach akzeptierte Russland die britische Herrschaft über Afghanistan und die Wüstenstrecke der Südostecke, nordöstlich von Bandar Abbas würde den Briten zugeteilt, wobei die handelswichtigen Regionen Azerbaidjan, die reichen Provinzen des Kaspischen Meeres, Chorassan, das Land um Teheran und die Städte Yazd und Isfahan der Russischen Machthoheit überlassen wurden. An dem Vertrag hielten sich die Parteien bis nach dem Ersten Weltkrieg und der Oktoberrevolution mit anschließenden Bürgerkrieg, wo das russische Reich seine außenpolitische Stoßkraft über Jahrzehnte einbüßte und damit der staatliche Zerfall Irans und der russische Vorstoß nach Bagdad und dem persischen Golf abgewandt werden konnte. Anders als die Briten beließen die Russen es nicht hauptsächlich dabei, Einfluss auf die Verwaltung und das Militär zu üben, sondern versuchten die totale Kontrolle auszuüben. Gleich nach dem Einmarsch wurden persische Amtsträger hingerichtet. Frauen wurde die traditionelle Bedeckung vom Leib gerissen, was insbesondere die religiöse Führung reizte. Birdschand blieb dabei weitestgehend von den Geschehnissen der internen Aufteilung Irans zwischen Großbritannien und Russland unberührt.
Als der Kadscharen-Herrscher Nāser ad-Din Schah ermordet wurde, trat an seiner Stelle der von den meisten Historikern als schwache Persönlichkeit betrachtete Mozaffar ad-Din Schah an die Macht. Er folgte buchstäblich den wirtschaftlichen und politischen Ratschlägen aus Russland. Mit der Hilfe der Mullahs gelang es Großbritannien ihn vom Thron zu stürzen. Eine düstere Zeit setzte sich fort, von der auch in Birdschand zu spüren war.
Der darauf folgende Einmarsch der Türken, die zu Beginn noch von den meisten Iranern als Befreier angesehen wurden, hinterließ eine Politik der verbrannten Erde, wodurch die Türken den Hass der Iraner sogar vor den Russen auf sich zogen.
Das erste Kino der Stadt wurde gegen Ende der Kadscharen-Herrschaft eröffnet. Sein Strom bezog es aus einer Fabrik namens „Marschal“.
Die Stadt Birdschand galt in der Geschichte des Öfteren als letzte Zuflucht für die iranischen Flüchtlingswellen (Schiiten, Zoroastrier, Ismailiten, (sunnitischen) Araber, Kurden usw.) nach Indien. Auch in den Afghanistan-Kriegen gab es hier große Flüchtlingswellen der Tadschiken, Usbeken und unterschiedlicher Afghanenstämmen aus Afghanistan. Die Stadt war auch Ziel arabischer Flüchtlinge, die der Tyrannei der Abbasiden-Kalifats zu entfliehen versuchten.
Heute noch kennzeichnen Spuren und erhaltene Überbleibsel der Zoroastrier die Stadt und ihre Region. Auch für die Bahai-Religion hat die Stadt durch die fortdauernden blutigen Pogrome gegen vermeintlichen Bahai-Anhänger traurige Berühmtheit erlangt. Die Ortschaften im Umkreis der Stadt sind bekannt als Hochburg der ismailitischen Glaubensanhänger, die einst auf der Flucht vor den sunnitischen Herrschern, ob Kalif, Sultan oder der Khan, sich nun hier sicher fühlen.
Die Stadt und ihre Region war aufgrund ihrer isolierten, geringen und heterogenen Bevölkerung, des Öfteren Ziel verschiedener politischer und religiöser Bewegungen, die hier Fuß zu fassen hofften.
Einer der großen Bahai-Lehrmeister, Nabíl-i-A`zam, war hier einst vom Gouverneur Sultan-Murad Mirza (Hisamu's-Saltanih) einige Zeit in Gefangenschaft gesetzt worden und wieder freigesetzt.
Der oberste geistliche Führer Irans, Ajatollah Sejjed Ali Chamenei selbst, wurde wegen „Verwicklung in islamische Umtriebe“ in der Stadt Birdschand 1963 in Haft gesetzt und nach einer kurzen Zeitspanne wieder freigelassen.
Im Konflikt zwischen Russland und dem britischen Empire hatte die neutrale Stadt einen ähnlichen Status wie Berlin. Dort entstanden beiderseitige diplomatische Vertretungen beginnend mit der britischen Botschaft 1894.
Englische Truppen rückten durch Birdschand nach Chorasan vor, nachdem ein Protektoratsabkommen vom 9. August 1919 vom persischen Parlament nicht ratifiziert wurde und revolutionäre Wirren in Russland auch südlich des Kaukasus übergriffen.
Aufgrund eines Vertrages zw. RSFSR und Iran vom 26. Februar 1921 hätte darauf folgend ein Aufenthalt sowjet-feindlich gesinnter Personen auch in Birdschand einen Einmarsch zur Folge gehabt.
Im August 1941 marschierten im Rahmen der anglo-sowjetischen Invasion Irans sowjetische und britische Truppen unter Bruch des Völkerrechts in Iran ein. Ohne organisierte Abwehr fiel Birdschand den Briten zu, die vom Irak und vom Golf aus operierten.
Während die Sowjets unter anderem im restlichen Chorasan sämtliches Vieh und den gesamten landwirtschaftlichen Ertrag, Fabriken und sogar Schienen ins eigene Land abtransportierten und sich in dem durch einen dichten Militärkordon vom übrigen Persien getrennte Regionen Hunger und Seuchen grassierte und Iraner als Zwangsarbeiter rekrutiert worden oder zwangsdeportiert, ging es dem von Nordiran isolierten Birdschand vergleichsweise besser. Bittere Armut und fehlende medizinische Versorgung standen jedoch auch hier im Mittelpunkt der Probleme. Opium diente als Allzweckheilmittel. Malaria war hier zu jenerzeit weit verbreitet.
Im Zweiten Weltkrieg flogen russische Kampfpiloten nach Birdschand und kauften Nahrung. Die Stadt hatte als erste iranische Stadt moderne Wasser- und Entwässerungsversorgung sowie gleichzeitig mit der Landeshauptstadt Teheran eine öffentliche Schule Schukatije.
Im Zweiten Weltkrieg, unter der Herrschaft Reza Schah Pahlavis, wurde Birdschand durch eine Bundesstraße (persisch Schahrah) mit der südlichen Provinzhauptstadt Zahedan und der nördlichen Provinzhauptstadt Maschhad verbunden, die zudem zur Eisenbahn führte.
Unter der Herrschaft Reza Schah Pahlavis, wurde die erste Stadtverwaltung mit zwölf Beamten gegründet und das erste Krankenhaus der Stadt „Imam Reza“ in Betrieb genommen. Der erste Bürgermeister der Stadt Herr Afschar war sechs Jahre im Amt.

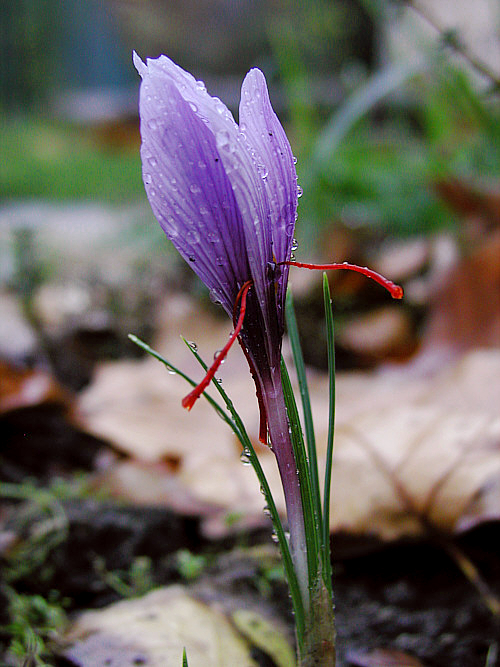
Safranpflanze

Wegen der Safran- und Teppichproduktion erlangte die Stadt Weltberühmtheit. Die qualitativ feinsten Chorasan-Teppiche sind im Handel nach einem früheren Stadtteil als Mud-Teppiche bekannt. Birdschand vermarktet zudem eine fast ausschließlich in seiner Provinz vorkommende und angebaute Frucht namens Anaab – hauptsächlich in getrockneter Form.
Ein starkes Erdbeben zerstörte 1968 die Stadt und forderte 12.000 Menschenleben. Die Stärke des Bebens erreichte 7,0. 1978 hatte die Stadt eine Bevölkerung von 46.943. Die Bevölkerung der Region Süd-Chorasan lag bei 196.615. Die Stadt war zu jener Zeit das regionale Verwaltungszentrum von Süd-Chorasan und hatte drei weitere Verwaltungsbezirke unter sich, die jeweils von seinen drei Städten Darmiyan, Khoosf und Nahbandan verwaltet wurden.
Mittlerweile ist die Stadt wieder vollständig aufgebaut, allerdings ist die Erdbebengefahr nach wie vor überdurchschnittlich groß.
Bei einem Beben der Stärke 7,3 am 10. Mai 1997 kamen bis zu 2.400 Menschen um. Das Beben hatte nahe der Grenze zu Afghanistan elf Dörfer verwüstet und auch in Birdschand erheblichen Schaden angerichtet.
Die parallel laufenden Afghanistan-Konflikte (Sowjetisch-Afghanischer Krieg, Krieg in Afghanistan) berührten die Stadt durch zahlreiche Flüchtlingswellen. Nach dem Waffenstillstand Irans mit dem Irak 1988 widmete sich das Augenmerk der Regierung Birdschands verstärkt dem Drogenproblem und der Arbeitslosigkeit. Schutzwälle gegen den Drogenschmuggel und schwere Auseinandersetzungen zwischen den Schmugglern und der Bundespolizei kennzeichneten entscheidend die Nachkriegszeit.
Mit der Machtübernahme von Reza Schah Pahlavi und der Zentralisierung der politischen Macht, verlor Birdschand bereits vor der Islamischen Revolution seine geopolitische Bedeutung zwischen den imperialen Mächte Russland und dem Britischen Empire. Durch Reza Schah Pahlavi wurde Birdschand Teil der Provinz Chorasan.
Die Herrschenden der Provinz Birdschand wurden ihrer regionalen Macht mit der Pahlavi-Dynastie beraubt und der Widerstand des Volkes gegen die Zuordnung ihres Landes dauerte über vierzig Jahre. Der Widerstand formierte sich bereits in der Amtszeit des Kaisers Mohammad Reza Pahlavi.
Als Teil der immer noch größten iranischen Provinz Chorasan erlangte Birdschand erst am 29. September 2004 (genehmigt durch das iranische Parlament am 18. Mai 2004 und den Wächterrat am 29. Mai 2004) wieder die Eigenständigkeit in Iran.

## Persönlichkeiten
- Schah Seyyed Ali Kazemi († 1984 in Birdschand), letzter Stammesführer/Fürst von Birdschand
- Asadollah Alam (geb. 1919 in Birdschand; gest. 1978), Premier und Hofminister sowie Birdschands größter Landeigner
- Mohammad Hassan Ganji (1912–2012), Vater der Meteorologie und modernen Geographie Irans
- Sima Bina (* 1944 in Birdschand) ist eine berühmte Sängerin sowie Song-Schreiberin der iranischen Volksmusik
- Mohammad Reza Hafeznia, Professor für politische Geographie und Geopolitik
- Abd al-Ali al-Birjandi, bekannter Astronom des 16. Jahrhunderts
- Ahmad Kamyabi Mask, Professor für Theaterwissenschaft

## Sehenswürdigkeiten
- Tschenschat-Höhle
- Deragon-Höhle in Sarayan
- Zahlreiche Schluchten, Täler, Wasserfälle und andere Natur-/Landschaftssehenswürdigkeiten
- Dschame-Moschee von Birdschand
- Tschahr-Deracht-Moschee
- Schrein des Imamzadeh Musa
- Alam-Palast
- Lachmazar-Fels
- Über 20 Festungen sowie Stadt-Ruinen der parthischen Dynastie aus der Zeit 247 v. Chr. bis 226 n. Chr. (wie die Ruinen einer riesigen Stadtzitadelle von Nahbandan)
- Furg-Zitadelle (12. Jahrhundert)
- Paen-Schahr-Burg (12. Jahrhundert)
- Ghala-Burg von Sarayan
- Kolah Farangi – herrschaftliches Anwesen in Birdschand (erbaut während der Zand-Dynastie)
- Amir-Abad-Garten
- Behgard-Garten
- Akbariyeh-Garten
- Band-e-Dare Damm

## Fauna

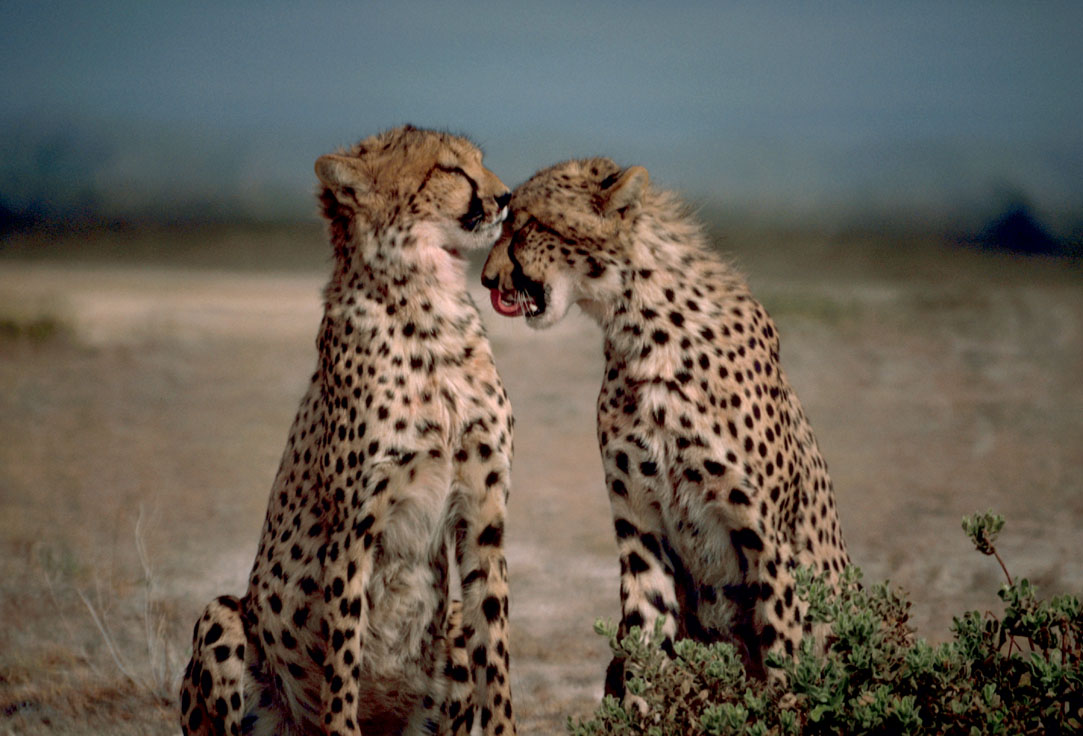
Geparden

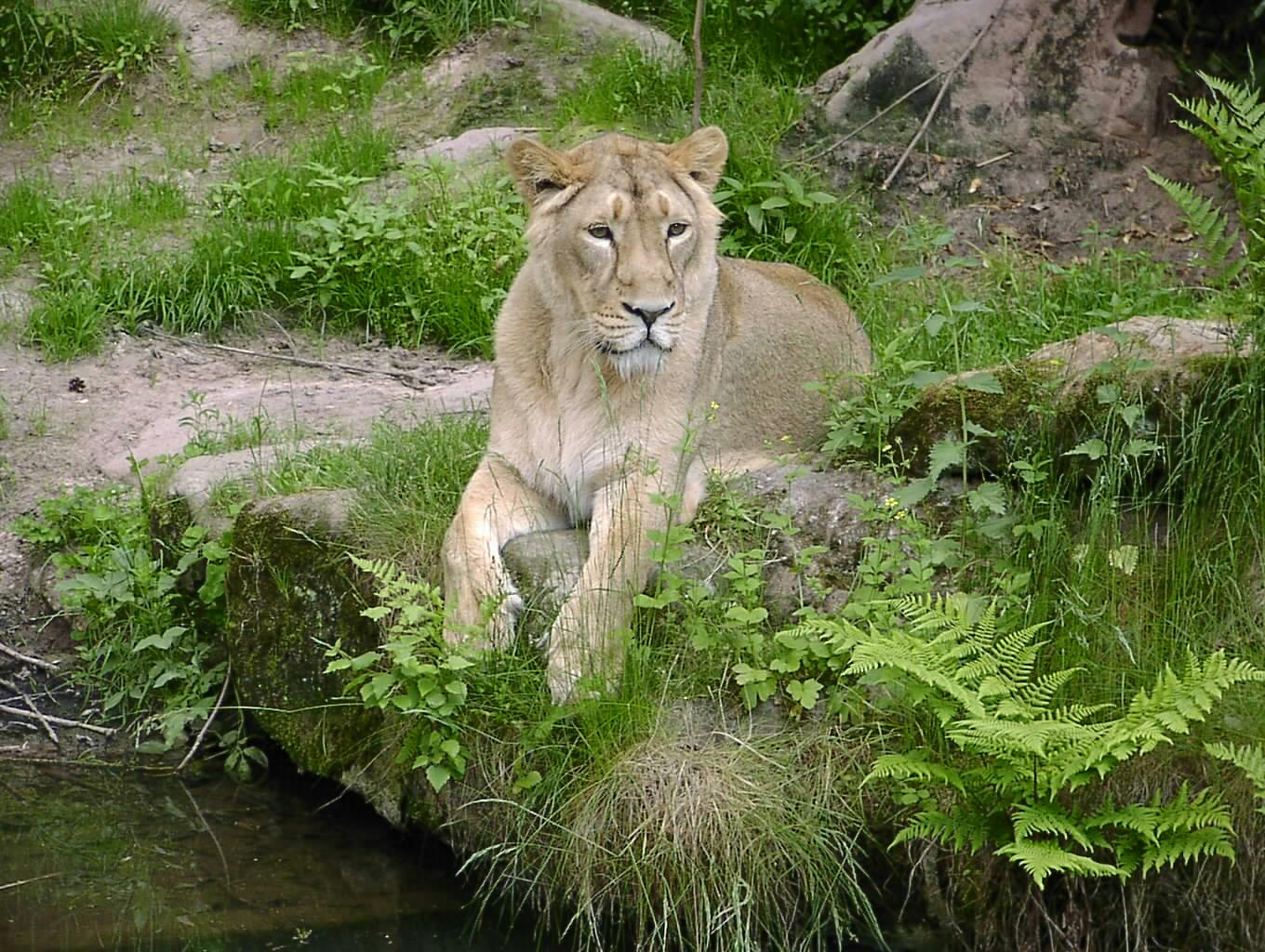
Asiatischer Löwe Panthera leo persisca

Einige in der Region Birdschand anzutreffenden Arten:
- Asiatischer Löwe (Panthera leo persica), Achtung: der hier vor etwa einem Jahrhundert noch ansässige persischer Löwe ist aktuell nur im Zoo zu bewundern und nur in Nordwestindien (Gir Forests) noch in freier Wildnis (etwa 200)
- Persischer Leopard
- Persischer Gepard
- Manul
- Ind. Mungo
- Kleinfleck-Ginsterkatze
- Mauswiesel
- Skorpione
- Anopheles-Mücke
- Gämse
- Versch. Fledermäuse
- Asiatischer Wildesel
- Alexandersittich
- Steinadler
- Goldfasan
- Wiedehopf

Die Vielfalt an Tier- und Pflanzenarten in Birdschand und seiner Region wird von UNEP (bei der Untersuchung der Artenvielfalt und Artensterben) als mittelmäßig eingestuft (Stand 2007).

## Militärstützpunkte
Der Militärflugplatz von Birdschand Chur liegt 50 km westlich der Stadt.
Die Heeresschlachtordnung des östlichen Operationssektors Birdschand stellt eine Luftlandekräfte-Gruppe bereit.
Nahe Birdschand existieren folgende militärische Einrichtungen:
- Sarji: Waffenfabrik/Arsenal
- Tabas: Waffenfabrik/Arsenal

## Sonstiges
- Gouverneur: Vajhollah Khedmatgozar
- Kronprinz: Marcel Kasemi
- Bürgermeister: Mohsen Sadeh

Bevölkerungswachstum in der Stadt: 2 %
Bevölkerungsdichte der Stadt: 3697 Personen pro km²
Die Stadt Birdschand wird häufig in ausländischen Teppich-Werbeprospekten und Zeitungen mit Bidschar verwechselt. Des Öfteren wird aber auch nur der Name seines international viel bekannteren früheren Stadtteils Mud angegeben.